# Attaque d'Ayorou (2017)
Pour les articles homonymes, voir Attaque d'Ayorou.
Guerre du Sahel
Batailles
- Tlemss
- 1re Tilwa
- Tabankort
- Ouraren
- Adrar Bouss
- Agadez et Arlit
- Tchibarakaten
- Mangaïzé
- Tazalit
- 1re Bani Bangou
- 2e Tilwa
- Wanzarbé
- Abala
- Midal
- 1re Tongo Tongo
- 1re Ayorou
- 2e Tongo-Tongo
- Baley Beri
- 1re Inates
- 2e Inates
- Sanam
- Chinégodar
- 2e Ayorou
- 2e Bani Bangou
- Taroun
- Torodi
- Adabda
- Intagamey
- Koutougou
- Tabatol
- Takanamat
- Teguey
- Chatoumane

L'attaque d'Ayorou a lieu le 21 octobre 2017 pendant la guerre du Sahel.

## Prélude
La localité d'Ayorou est située à quatre kilomètres du camp de réfugiés maliens de Tabareybarey et à 25 kilomètres de la ville malienne de Labbezanga. Ayorou avait subi un premier raid le 11 mai 2017 : des véhicules et des munitions avaient été emportés par les djihadistes mais l'attaque n'avait pas fait de mort. Le poste de gendarmerie d'Ayorou est alors dépourvu de murs d'enceinte et ne dispose que de tranchées comme élément de défense.
La région de Tillabéri est alors en état d'urgence depuis mars 2017 ; au moins 46 attaques de groupes armés sont répertoriées dans cette zone par l'ONU entre février 2016 et octobre 2017,.

## Déroulement
Le 21 octobre 2017, à l'aube, un groupe de djihadistes en pick-up et motos mènent un nouveau raid au Niger depuis le Mali. Ils attaquent la brigade de gendarmerie d'Ayorou et entrent à l'intérieur de la localité par le côté est, avec cinq véhicules,. Les assaillants pillent le magasin de la brigade et emportent du matériel de guerre ainsi que trois véhicules pris aux gendarmes, avant de se replier en direction du Mali,. Alertés, des parachutistes arrivent ensuite en renfort depuis le camp de Yassen et se lancent à la poursuite des djihadistes,. Certains sont rattrapés plus au nord, dans les environs de Inates ou même en territoire malien, où les militaires nigériens détruisent un véhicule et abattent plusieurs djihadistes,. Des moyens aériens sont également mobilisés et des opérations de ratissage se poursuivent ensuite dans la zone,. Cependant, bien que repérés un moment par l'aviation dans un village au Mali, les assaillants parviennent à s'enfuir.

## Les pertes
Selon le bilan donné par le porte-parole du ministère nigérien de la Défense, le colonel Amadou Samba Gagara, 13 gendarmes ont été tués et cinq autres blessés lors de l'attaque.
Selon des témoignages d'habitants d'Ayorou, les djihadistes se retirent de la localité en emportant des corps avec eux.
D'après l'agence MENASTREAM, trois hommes de l'État islamique dans le Grand Sahara ont été tués lors du combat.

## Revendication
L'État islamique dans le Grand Sahara revendique l'attaque le 12 janvier 2018, dans un communiqué publié via l'Agence Nouakchott Information (ANI), une agence privée mauritanienne,,.